# Verena Güntner
Verena Güntner (* 1978 in Ulm) ist eine deutsche Schauspielerin und Schriftstellerin.

## Leben
Nach der Schauspielausbildung an der Universität Mozarteum Salzburg 1999–2003 war Güntner bis 2007 am Theater Bremen Ensemblemitglied. Seither spielte sie an wechselnden Häusern, vor allem am Hessischen Staatstheater Wiesbaden und trat in Film- und Fernsehrollen auf. Nach Teilnahme am Finale des 20. Open Mike der Literaturwerkstatt Berlin und dem dritten Platz beim MDR-Literaturpreis 2013 gewann sie beim Wettbewerb um den Ingeborg-Bachmann-Preis 2013 den Kelag-Preis. Im Rahmen einer Schreibwerkstatt 2013 in Edenkoben war der Juror Paul Jandl auf sie aufmerksam geworden und lud sie zum Bachmann-Wettbewerb ein.
2014 veröffentlichte sie mit Es bringen ihren ersten Roman. „[E]s liegt eine große Liebe und Zartheit über dem Text“, urteilte Jan Küveler in der Zeitung Die Welt. Güntner schaffe es durch eine extreme Kunstsprache, die an Poesie grenze, den Eindruck einer unmittelbaren Wirklichkeit zu erzeugen. 2015 wurde Es bringen auch erfolgreich am Düsseldorfer Schauspielhaus uraufgeführt. 2016 erhielt Verena Güntner ein Arbeitsstipendium des Berliner Senats, 2019 ein Stipendium der Kulturstiftung Thüringen. Ihr zweiter Roman Power war 2020 für den Preis der Leipziger Buchmesse nominiert. 2021 wurde Güntner für Power der Förderpreis des Schubart-Literaturpreises zuerkannt.
2022 wurde Power im Schauspiel Frankfurt uraufgeführt. 
Güntner wohnt in Berlin-Schöneberg.

## Werke
- Es bringen. Roman. Kiepenheuer & Witsch, Köln 2014. ISBN 978-3-462-04692-2
- Power. Roman. DuMont, Köln 2020. ISBN 978-3-8321-8369-1

## Hörspiele
- 2006: Friedrich Christian Delius: Die Minute mit Paul McCartney – Regie: Christiane Ohaus (Hörspiel – RB/WDR)